# Jerson Anes Ribeiro
Jerson Anes Ribeiro (Rotterdam, 9 maart 1988) is een voormalig Nederlands-Kaapverdiaans profvoetballer die als middenvelder speelde.
In de jeugd speelde Ribeiro voor RKSV Activitas, SVVSMC en Feyenoord. Hij werd verhuurd aan FC Dordrecht en Excelsior voor hij in 2010 definitief overstapte naar Excelsior. Na verhuurperiodes bij Fortuna Sittard en Almere City FC stapte hij begin 2013 over naar het Bulgaarse Etar Veliko Tarnovo. Hierna kreeg hij geen profcontract meer en speelde bij vv Capelle, VV Spijkenisse en SC Feyenoord in het amateurvoetbal. In het seizoen 2016/17 speelt Ribeiro als prof in Luxemburg voor US Mondorf in de BGL league maar vertrok daar na een half seizoen. Hierna kwam zijn profloopbaan definitief ten einde en speelde hij in het seizoen 2017/18 bij ASWH. Hierna ging hij voor FC Maense spelen.
Ribeiro debuteerde in februari 2011 voor het Kaapverdisch voetbalelftal in een vriendschappelijke wedstrijd tegen Burkina Faso.

## Profstatistieken
| Seizoen | Club                        | Duels | Goals | Competitie        |
| ------- | --------------------------- | ----- | ----- | ----------------- |
| 2008/09 | FC Dordrecht (huur)         | 13    | 0     | Eerste divisie    |
| 2009/10 | Excelsior (huur)            | 9     | 3     | Eerste divisie    |
| 2010/11 | Excelsior                   | 4     | 0     | Eredivisie        |
| 2010/11 | Fortuna Sittard (huur)      | 14    | 1     | Eerste divisie    |
| 2011/12 | Almere City FC (huur)       | 16    | 2     | Eerste divisie    |
| 2012/13 | FC Etar 1924 Veliko Tarnovo | 10    | 4     | A Grupa           |
| 2016/17 | US Mondorf                  | 4     | 0     | Nationaldivisioun |
| Totaal  | Totaal                      | 70    | 10    |                   |